# ويندي توك (متسابقة يخت)
ويندي توك (من مواليد عام 1965) هي متسابقة يخت ومدربة رئيسية سابقة ومديرة في قاعدة تدريب كليبر ريس في سيدني بأستراليا. تعتبر ويندي أول بحارة امرأة تفوز بسباق لليخوت حول العالم.

## إنجازات الإبحار
وُلدت توك في أستراليا عام 1965 بعد أن بدأت الإبحار باليخوت في سن 24، شاركت في 13 سباقًا لليخوت في سباق سيدني هوبارت وأصبحت أول امرأة تنهي السباق في عام 2017، وحصلت على جائزة جين تيت التذكارية. فازت بقسمها في عام 2015 بصفتها متسابقة يخت كليبر داننج فيتنام.

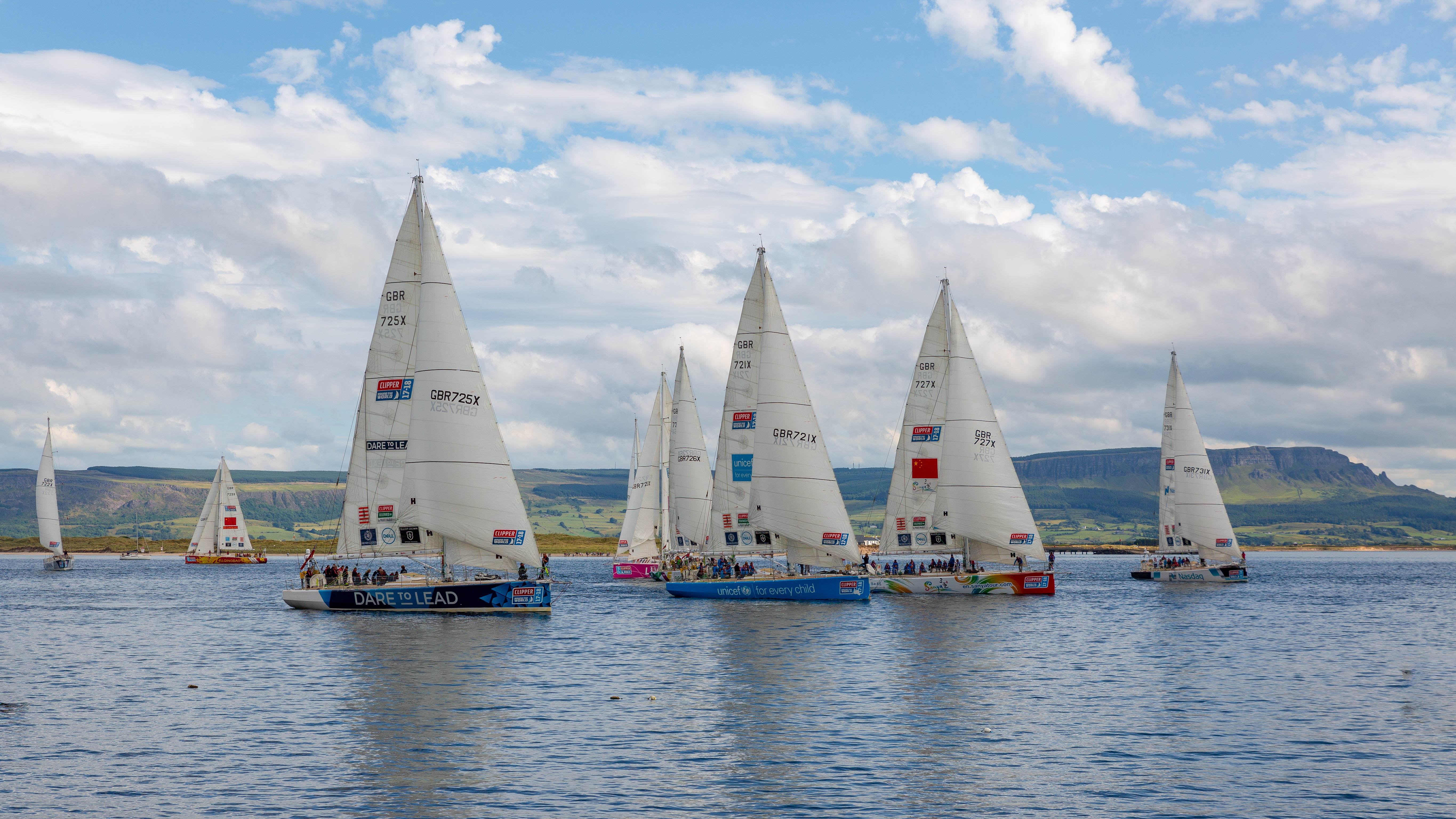
يخت كليبر 70 في سباق على ضفاف نهر لوف فويل.

شاركت ويندي لأول مرة بصفتها متسابقة يخت في سباق كليبر حول العالم بين عامي 2015 و 2016، لتصبح أول امرأة أسترالية تفعل ذلك. أصبحت ويندي في عامي 2017-2018 الأسترالية الوحيدة التي كررت التحدي بقيادة يخت يبلغ طوله 70 قدمًا، من ساحل سانيا سيرينيتي، لأكثر من 40 ألف ميل بحري وستة محيطات. سُميت اليخوت المشاركة في السباق على اسم سفينة كليبرز الطويلة التي كانت تنقل الشاي إلى إنجلترا. لم يكن طاقم ويندي ثابتًا وتغير بانتظام طوال السباق. وفي 27 يوليو عام 2018، الساعة 12.36 (التوقيت العالمي المنسق) عبرت خط النهاية لتصبح أول ربان أنثى تفوز بسباق (أو أي سباق لليخوت حول العالم). كما فازت نيكي هندرسون بالمركز الثاني.
قالت ويندي في مقابلة أجريت معها بعد السباق: "إذا رأت فتاة صغيرة هذا، ورأت أنه يمكن القيام به، وجربته، فإن هذاما يهمني".
تحدثت ويندي عن إلهامها من سيدات اليخوت الأخريات مثل إلين ماك آرثر وكاي كوتي.
كانت بحارة ضيفة في رحلة مايدن العالمية في عام 2018 لدعم مؤسسة مايدن فاكتور. قادت ويندي القارب من سريلانكا إلى لوس أنجلوس، وتوقفت في فريمانتل وسيدني وأوكلاند وهونولولو وفانكوفر وسياتل وسان فرانسيسكو ولوس أنجلوس.